# Hiroyasu Aizawa
Hiroyasu Aizawa (jap. 会沢仁康, Aizawa Hiroyasu; ur. 1 marca 1961) – japoński skoczek narciarski, brązowy medalista mistrzostw świata juniorów w Mont Sainte-Anne. W 1982 zakończył karierę.

## Igrzyska olimpijskie

### Indywidualnie
| 1980 Lake Placid | – | 42. miejsce (K-86), 35. miejsce (K-114) |

### Starty H. Aizawy na igrzyskach olimpijskich – szczegółowo
| Miejsce | Dzień     | Rok  | Miejscowość | Skocznia                    | Punkt K | Konkurs  | Skok 1 | Skok 2 | Nota      | Strata   | Zwycięzca      |
| ------- | --------- | ---- | ----------- | --------------------------- | ------- | -------- | ------ | ------ | --------- | -------- | -------------- |
| 42.     | 17 lutego | 1980 | Lake Placid | Olimpic Ski Jumping Complex | K-86    | indywid. | 69,5 m | 68,0 m | 176,9 pkt | 89,4 pkt | Toni Innauer   |
| 35.     | 23 lutego | 1980 | Lake Placid | Olimpic Ski Jumping Complex | K-114   | indywid. | 95,0 m | 93,5 m | 195,3 pkt | 75,7 pkt | Jouko Törmänen |

## Mistrzostwa świata

### Indywidualnie
| 1978 Lahti | – | 30. miejsce (K-85), 33. miejsce (K-110) |

### Drużynowo
| 1978 Lahti | – | 9. miejsce |

### Starty H. Aizawy na mistrzostwach świata – szczegółowo
| Miejsce | Dzień     | Rok  | Miejscowość | Skocznia     | Punkt K | Konkurs  | Skok 1 | Skok 2 | Nota                 | Strata   | Zwycięzca      |
| ------- | --------- | ---- | ----------- | ------------ | ------- | -------- | ------ | ------ | -------------------- | -------- | -------------- |
| 30.     | 18 lutego | 1978 | Lahti       | Salpausselkä | K-85    | indywid. | 79,0 m | 74,5 m | 213,8 pkt            | 39,4 pkt | Matthias Buse  |
| 9.      | 22 lutego | 1978 | Lahti       | Salpausselkä | K-110   | druż.    | 88,5 m | –      | 362,1 pkt (88,8 pkt) | 81,7 pkt | NRD            |
| 33.     | 26 lutego | 1978 | Lahti       | Salpausselkä | K-110   | indywid. | 91,5 m | 94,5 m | 196,7 pkt            | 59,9 pkt | Tapio Räisänen |

## Mistrzostwa świata juniorów

### Indywidualnie
| 1979 Sainte-Anne-de-Beaupré | – | brązowy medal |

### Starty H. Aizawy na mistrzostwach świata juniorów – szczegółowo
| Miejsce | Dzień     | Rok  | Miejscowość            | Skocznia         | Punkt K | Konkurs  | Skok 1 | Skok 2 | Nota      | Strata  | Zwycięzca   |
| ------- | --------- | ---- | ---------------------- | ---------------- | ------- | -------- | ------ | ------ | --------- | ------- | ----------- |
| 3.      | 18 lutego | 1979 | Sainte-Anne-de-Beaupré | Mont-Sainte-Anne | K-89    | indywid. | 82,0 m | 86,0 m | 238,4 pkt | 2,0 pkt | Horst Bulau |

## Uniwersjada

### Indywidualnie
| 1981 Jaca/Astún | – | 9. miejsce |

### Starty H. Aizawy na uniwersjadzie – szczegółowo
| Miejsce | Dzień     | Rok  | Miejscowość | Skocznia                           | Punkt K | Konkurs  | Skok 1 | Skok 2 | Nota      | Strata   | Zwycięzca           |
| ------- | --------- | ---- | ----------- | ---------------------------------- | ------- | -------- | ------ | ------ | --------- | -------- | ------------------- |
| 9.      | 25 lutego | 1981 | Astún       | Trampolín de Saltos Valle de Astún | K-90    | indywid. | 75,0 m | 73,5 m | 222,3 pkt | 26,2 pkt | Władimir Bojarincew |

## Puchar Świata

### Miejsca w klasyfikacji generalnej
| Sezon     | Miejsce |
| --------- | ------- |
| 1979/1980 | 88.     |

### Miejsca w poszczególnych konkursachPucharu Świata
| Sezon 1979/1980                                          |                        |                        |               |               |         |              |             |             |              |           |              |              |              |             |           |              |          |                     |                     |         |         |         |                     |                     |        |        |        |        |        |        |
| Cortina d’Ampezzo                                        | Oberstdorf             | Garmisch-PartenkircheN | Innsbruck     | Bischofshofen | Sapporo | Sapporo      | Thunder Bay | Thunder Bay | Zakopane     | Zakopane  | Saint-Nizier | Saint-Nizier | Sankt Moritz | Gstaad      | Engelberg | Vikersund    | Lahti    | Lahti               | Falun               | Oslo    | Planica | Planica | Szczyrbskie Jezioro | Szczyrbskie Jezioro | punkty | punkty |        |        |        |        |
| 13                                                       | 42                     | 15                     | 42            | 35            | 36      | 58           | -           | -           | -            | -         | -            | -            | -            | -           | -         | -            | -        | -                   | -                   | -       | -       | -       | -                   | -                   | 4      | 4      |        |        |        |        |
| Sezon 1980/1981                                          |                        |                        |               |               |         |              |             |             |              |           |              |              |              |             |           |              |          |                     |                     |         |         |         |                     |                     |        |        |        |        |        |        |
| Oberstdorf                                               | Garmisch-Partenkirchen | Innsbruck              | Bischofshofen | Harrachov     | Liberec | Sankt Moritz | Gstaad      | Engelberg   | Ironwood     | Ironwood  | Sapporo      | Sapporo      | Thunder Bay  | Thunder Bay | Chamonix  | Saint-Nizier | Lahti    | Lahti               | Falun               | Oslo    | Bærum   | Planica | Planica             | punkty              | punkty | punkty |        |        |        |        |
| -                                                        | -                      | -                      | -             | -             | -       | -            | -           | -           | -            | -         | 58           | 58           | -            | -           | -         | -            | -        | -                   | -                   | -       | -       | -       | -                   | 0                   | 0      | 0      |        |        |        |        |
| Sezon 1981/1982                                          |                        |                        |               |               |         |              |             |             |              |           |              |              |              |             |           |              |          |                     |                     |         |         |         |                     |                     |        |        |        |        |        |        |
| Cortina d’Ampezzo                                        | Oberstdorf             | Garmisch-Partenkirchen | Innsbruck     | Bischofshofen | Sapporo | Sapporo      | Thunder Bay | Thunder Bay | Sankt Moritz | Engelberg | Oslo         | Oslo         | Lahti        | Lahti       | Tauplitz  | Tauplitz     | Tauplitz | Szczyrbskie Jezioro | Szczyrbskie Jezioro | Planica | Planica | punkty  | punkty              | punkty              | punkty | punkty | punkty | punkty | punkty | punkty |
| -                                                        | -                      | -                      | -             | -             | 55      | 48           | -           | -           | -            | -         | -            | -            | -            | -           | -         | -            | -        | -                   | -                   | -       | -       | 0       | 0                   | 0                   | 0      | 0      | 0      | 0      | 0      | 0      |
| Legenda                                                  |                        |                        |               |               |         |              |             |             |              |           |              |              |              |             |           |              |          |                     |                     |         |         |         |                     |                     |        |        |        |        |        |        |
| 1 2 3 4-10 11-15 poniżej 15 - – zawodnik nie wystartował |                        |                        |               |               |         |              |             |             |              |           |              |              |              |             |           |              |          |                     |                     |         |         |         |                     |                     |        |        |        |        |        |        |